# Alina Korneeva
Alina Aleksandrovna Korneeva (en russe : Алина Александровна Корнеева), née le 23 juin 2007, est une joueuse de tennis russe. Elle est considérée comme une grande promesse du tennis mondial.

## Biographie
Née à Moscou, elle est la fille de l'ancien joueur de volley-ball, médaillé de bronze aux Jeux Olympiques de Pékin 2008, Aleksandr Korneev et d'Irina.

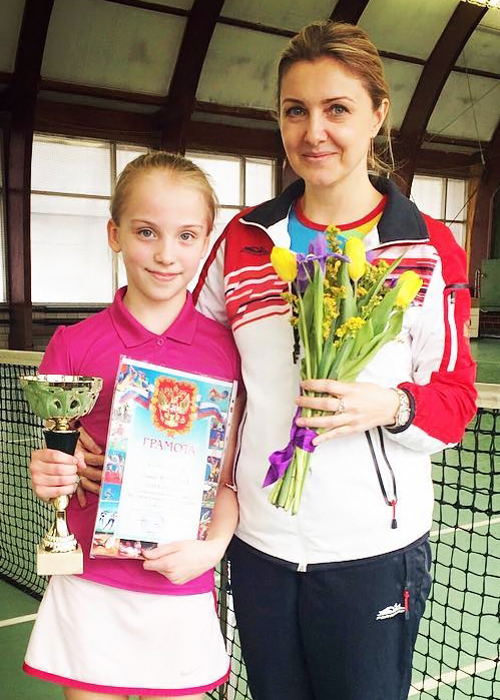
U10 Balachikha 2016.

À l'âge de 4 ans, elle est inscrite à l'école sport-études du Spartak Tennis Club et commence le tennis.
À l'âge de 8 ans, elle commence à être coachée par Yulia Bekeschenko. Cette collaboration la mènera à de nombreux titres en catégorie d'âge et sur le circuit junior.
En 2018, elle gagne son premier tournoi U12 à l'occasion du Saarland Junior Open.
L'année 2019 la voit remporter plusieurs titres en U12. Tout d'abord les Championnats d'Europe Hiver au sein de l'équipe russe composée également de Mirra Andreeva et Dana Pozhidaeva et ensuite l'Open Banka Koper Junior, Porto San Giorgio, l'Open de Minsk et les Championnats Internationaux Junior Eddie Herr face à Andreeva 6-3, 6-3. À la fin de l'année, elle participe à l'Orange Bowl Junior et atteint les demi-finales.
Passée en catégorie U14 en 2020, elle participe au Mondial Lacoste Les Petits As, battue par Nikola Bartůňková en huitièmes de finale. Elle accroche toutefois un nouveau trophée à son palmarès à l'occasion de la Pirogovskiy Summer Cup. À l'automne, elle dispute son premier tournoi sur le circuit junior à la Kazan Cup (J30) et y est finaliste.
En 2021, elle remporte la Pirogovskiy Spring Cup (J30), son premier tournoi sur le circuit junior. Elle décroche aussi une médaille d'or aux Finals des Championnats d'Europe par équipe, une deuxième aux Finals des Championnats du Monde par équipe et une médaille d'argent aux Championnats d'Europe, toutes trois en U14. La même année, elle joue son premier match sur le circuit professionnel au W15 de Kazan.
En 2022, elle établit le record de titres en simple dans le tennis féminin de l'année en remportant six titres sur le circuit junior et remporte son premier titre sur le circuit professionnel au W15 de Casablanca.
En 2023, sur le circuit junior, elle s'empare de la première place du classement aussi bien en simple qu'en double. Elle remporte deux Grands Chelems d'affilée, une première depuis 33 ans, l'Open d'Australie et Roland-Garros. Toujours coachée par Bekeschenko, elle est également demi-finaliste de Wimbledon. À la suite de ces résultats, les médias la surnomment « mini-Sharapova »,.
D'après leurs déclarations respectives, elle et Andreeva se considèrent comme meilleures amies,.
À l'âge de 16 ans, 1 mois et 7 jours, elle devient la plus jeune joueuse de l'histoire à gagner un W100 à l'occasion du Figueira da Foz International Ladies Open. Un peu plus de deux mois plus tard, elle débute en WTA au tournoi de Hong Kong et y atteint le deuxième tour.

## Carrière junior

### 2020: débuts sur le circuit junior
Le 26 octobre, elle fait ses premiers pas à la Kazan Cup (J30). Bénéficiant d'une wild card lui permettant de débuter directement dans le tableau principal sans passer par les qualifications, elle termine finaliste du tournoi. Sortant tour à tour Daria Shadchneva (6-3, 6-4), Mirra Andreeva (6-4, 5-7, 6-4), Iuliia Iudenko (6-4, 6-3) et Darya Zykova (3-6, 6-4, 6-0) avant de céder face à la tête de série n°2 Anna Zyryanova (6-4, 0-6, 4-6). Ce tournoi marque également ses débuts en double pour elle et sa partenaire Mirra Andreeva. Le binôme atteint la finale, battu par Victoria Matasova et Yasmina Nigametzyanova (6-3, 4-6, 8-10).
Le mois suivant, elle dispute la Green Cup de Saint-Petersbourg (J30). Bien que parvenant à sortir des qualifications en écartant Vera Sekerina (6-1, 6-0), Ksenia Smirnova (6-3, 4-0) et Anastasia Lim (6-3, 4-6, 10-7), son tournoi prend fin dès le premier tour contre Daria Repina (6-3, 6-7⁴, 5-7).

### 2021: premiers titres et vice-championne d'Europe U14
Elle entame la saison à la Labrador V.G. Cup (J30) de Balachikha, pour laquelle elle a obtenu une wild card. Affrontant la tête de série n°2, Ekaterina Khayrutdinova, elle s'incline dès le premier tour (4-6, 6-2, 1-6).
C'est six mois plus tard, et auréolée d'un nouveau trophée en U14 glané à la Christmas Cup de Khimki aux dépens de Ksenia Smirnova (6-2, 6-0), qu'elle effectue son retour. Ce retour s'avère gagnant puisqu'elle remporte son premier titre sur le circuit junior face à la tête de série n°1, Ksenia Agureeva (7-5, 0-6, 6-3) lors de la Pirogovskiy Spring Cup (J30) de Pirogovo. Durant son chemin vers la finale, elle écarte Liana Dvalishvili (6-4, 6-3), Kristina Kudryavtseva (6-1, 6-7³, 6-4), Irina Artemova (6-2, 4-6, 6-2) et Lidiia Rasskovskaia (6-2, 6-4).
Le 4 juillet, elle fait partie de l'équipe de Russie qui remporte la victoire aux Finals des Championnats d'Europe Junior, ses coéquipières étant Mirra Andreeva et Daria Egorova. Le mois suivant, la même équipe est reconduite pour les Finals des Championnats du Monde Junior et s'y impose en finale 2-0 contre la Bulgarie. Korneeva y joue six matchs en simple : victoires contre Gana Omar (6-3, 6-2), Polina Kuharenko (6-0, 6-0), Wakana Sonobe (6-0, 6-3), Nadia Lagaev (6-0, 6-3) et Yoana Konstantinova (6-4, 6-3), défaite contre Tereza Valentová (1-6, 1-6) et 3 matchs en double avec Andreeva, tous gagnants.
Entre les deux, elle participe également aux Championnats d'Europe Junior U14 et y est vice-championne en simple et demi-finaliste en double. En simple, exemptée du premier tour grâce à son statut de tête de série n°1, elle l'emporte contre Leonie Rabl (6-3, 6-3), Philippa Faerber (6-2, 6-1), Yelyzaveta Kotliar (6-0, 5-7, 6-4), Alena Kovačková (6-0, 6-4) et Renáta Jamrichová (6-4, 5-7, 6-3) avant d'échouer face à Tereza Valentová (3-6, 6-2, 2-6). En double, elle fait équipe avec Ksenia Smirnova et la paire est battue par Marie Slamenikova et Tereza Valentová aux portes de la finale (4-6, 7-5, 4-10).
Elle poursuit sa saison sur terre battue en participant à deux tournois J100 à Barcelone et y effectue un parcours similaire. Au RCT Barcelona 1899, elle sort des qualifications en enchainant des victoires face à Carlota Farres Carreter (6-3, 6-1), Anna Soteras Chenoll (6-2, 6-0) et Martina Maria Bovio (6-1, 6-1), passe le premier tour face à Alexia Gonzalez Galino (6-1, 6-0) avant d'être sortie aux deuxième tour par Krystal Blanch (4-6, 4-6). A l'Open AENJ Barcelona, elle passe, à nouveau, le stade des qualifications en gagnant ses matchs contre Mar Sarda Marti (6-1, 6-2), Adriana Cortes (6-1, 6-0) et Lucia Aranda Arcas (6-2, 6-2) ainsi que le premier tour face à Sara Dols (7-5, 6-7⁵, 6-4) avant de s'incliner au second tour contre Irina Balus (3-6, 2-6),.
Toujours en Espagne mais à El Prat De Llobregat cette fois, elle se qualifie pour le tableau principal de la Sánchez-Casal Junior Cup (J100) en éliminant Martina Maria Bovio (6-2, 6-3) et Ines Costa (6-0, 6-2). Plus en réussite que lors des deux tournois précédents, elle progresse en triomphant de Carolina Gomez (5-7, 7-5, 7-6⁴), Liisa Varul (6-2, 6-1) et Valerija Maija Kargina (6-4, 6-0). En demi-finales, elle rencontre encore une fois Irina Balus sans parvenir à la battre (4-6, 3-6). En double, elle s'associe avec Valery Gynina et atteint la finale (défaite 5-7, 2-6 contre Irina Balus et Celine Simunyu).
Elle clôt sa saison le 13 novembre par une victoire à Nicosie aux Nicosia Masters Tennis Academy (J100), en battant la tête de série n°4 Anastasia Grechkina en 2 sets (6-3, 6-3). Afin de décrocher le titre, elle aura aussi du prendre la mesure de Maria Constantinou (6-1, 6-0), Denislava Glushkova (6-3, 6-7⁵, 6-1), Emilija Tverijonaite (4-6, 6-4, 6-3) et de Aleksandra Gabrovska (6-1, 6-0).
A l'issue de sa première année complète sur le circuit, elle pointe à la 293ème place.

### 2022: record de titres en simple dans le tennis féminin en 2022
L'année 2022 est faste pour Korneeva puisqu'elle établi le record de titres en simple dans le tennis féminin en 2022, avec six victoires.
Tout d'abord le 12 février au Rafa Nadal Juniors (J100) à Manacor, où elle remporte le titre face à Mathilde Ngijol Carre (4-6, 6-1, 6-1). Au cours du tournoi, elle se sera défaite de Francesca Pace (6-4, 6-7⁴, 6-4), Sarah Tatu (6-2, 6-1), Maria Garcia Cid (3-6, 6-0, 6-4) et Yoana Konstantinova (6-4, 6-1).
Elle continue sur sa lancée deux fois à Istanbul respectivement le 9 et 17 avril à la Soul Cup I et II (J100). Lors de la Soul Cup I, elle remporte le titre en simple en écartant Brina Sulin (6-2, 6-0), Asli Ozcan (6-1, 6-1), et ses compatriotes Alexandra Shubladze (6-7⁷, 6-2, 6-1), Anastasiia Gureva (6-1, 6-4) et Anna Sedysheva (6-2, 6-2). Elle réalise la même performance en double, aux côtés de Kristiana Sidorova, sortant vainqueur dans match serré contre Anastasiia Gureva et Alexandra Shubladze (7-5, 7-5). A la Soul Cup II, bye au premier tour, elle écarte Beverley Nyangon (6-2, 6-1), June Björk (6-1, 6-2), Vaishnavi Adkar (6-1, 2-6, 6-2) et, comme lors du tournoi précédent, Anna Sedysheva (6-2, 6-2) et Anastasiia Gureva (6-3, 6-2). En double, cette fois avec Vlada Mincheva, elle perd au super tie-break face aux mêmes adversaires que lors de la Soul Cup I, la paire Anastasiia Gureva - Alexandra Shubladze (6-1, 3-6, 9-11).
Le mois suivant, elle s'envole vers l'Italie afin, dans un premier temps, de participer au Torneo Internazionale de Prato (J200). Elle passe les différents tours sans perdre un seul set, s'imposant contre Daria Gorska (6-3, 7-6⁴), Taylah Preston (6-0, 6-4), Alexia Harmon (6-3, 6-0) et Aya El Aouni (6-4, 6-3). En finale, Sara Saito met un terme à sa série de victoires (2-6, 6-4, 4-6). Faisant équipe avec Celine Simunyu, elle est également finaliste du double (défaite en 4-6, 6-2, 4-10) contre Rebecca Munk Mortensen et Patricija Paukstyte. Dans un second temps, elle parvient à se qualifier au prestigieux tournoi Trofeo Bonfiglio de Milan (J500) en prenant le meilleur sur Aurora Nosei (6-1, 6-3) et Vanesa Dalma Danko (6-3, 6-1). Après avoir franchi les deux premiers tours contre Annabelle Xu (2-6, 6-3, 6-4) et Lucija Ciric Bagaric (6-1, 6-0), elle est sèchement battue par Diana Shnaider (2-6, 1-6). En équipe avec Andreeva, elle est sortie dès l'entame du tournoi en double par Lucija Ciric Bagaric et Sofia Costoulas (2-6, 5-7).
Elle reprend sa série de titres lors de l'Astrid Bowl de Charleroi-Marcinelle (J300). Après une victoire contre Melisa Ercan (6-2, 6-1), elle remporte un match compliqué face à Ella Seidel (7-6⁴, 5-7, 6-4) avant de se débarrasser de Laura Samsonova (6-4, 6-2). Elle poursuit le tournoi en dominant Luca Udvardy (6-2, 6-0) en demi-finales et Rose Marie Nijkamp (6-2, 6-0) en finale.
Deux semaines après, elle s'illustre au German Juniors de Bamberg (J300). A cette occasion, elle vainc Mathilde Ngijol Carre (4-6, 6-2, 6-0), Amélie Šmejkalová (6-4, 6-0), Teodora Kostovic (6-0, 6-1), Anastasiya Lopata (5-7, 7-6⁴, 7-5) et Nina Vargová (7-5, 6-3).
Elle se rend ensuite en Serbie où elle passe complètement à côté de l'Open de Pančevo (J300), sortie au premier tour par Greta Greco lucchina (3-6, 2-6), avant de se reprendre lors de l'Open de Serbie à Novi Sad (J200). Enchainant des victoires face à Francesca Gandolfi (6-1, 7-5), Elena Ruxandra Bertea (6-2, 6-1), Greta Greco lucchina (4-6, 6-2, 6-4) et Vendula Valdmannova (6-2, 6-3), elle s'incline en finale face à la joueuse locale Mia Ristic (4-6, 6-4, 4-6). Elle y remporte toutefois sa deuxième victoire en double de la saison, avec Arina Bulatova, face aux Italiennes Noemi Basiletti et Vittoria Paganetti (6-2, 7-6⁴).
Elle ponctue sa saison par un nouveau titre à Istanbul, à la Dr. Cemil Tasgioglu Cup (J200). Au cours du tournoi, elle rencontre Aleksandra Gabrovska (6-1, 6-2), Karina Jumazhanova (6-0, 6-3), Joy De Zeeuw (6-3, 6-3), Hephzibah Oluwadare (6-3, 6-3) et s'impose en finale face à la grande espoir britannique Hannah Klugman.
Ses bons résultats lui permettent de finir l'année à la 19ème place.

### 2023: doublé en Grand Chelem, victoire aux Masters et Championne du Monde ITF
En janvier, elle s'envole pour l'Australie et dispute l'AGL Loy Yang de Traralgon (J300) afin de se préparer à l'Open d'Australie. Tête de série n°8, elle passe le premier tour face à Madeleine Jessup (6-2, 7-5). Elle parvient, contrairement aux fois précédentes, à prendre la mesure d'Irina Balus (6-2, 6-2) et ensuite de Lavinia Morreale (6-4, 6-2) et Hayu Kinoshita (6-0, 6-3). Son parcours s'arrête en demi-finales face à la future gagnante, Melisa Ercan (6-7⁵, 6-3, 2-6). Elle joue également le tournoi en double avec Andreeva et remporte la finale contre les Japonaises Sayaka Ishii et Ena Koike (6-3, 6-2).
Trois jours plus tard, elle participe à son premier tournoi du Grand Chelem Junior, l'Open d'Australie. Elle passe les trois premiers tours sans perdre un set en signant des victoires contre Anja Nayar (6-0, 6-0), Carolina Kuhl (6-1, 6-3) et Rebecca Munk Mortensen (6-3, 7-6⁴). En quarts de finale, elle prend sa revanche sur Tereza Valentová qui l'avait privée, deux auparavant, d'une victoire aux Championnats d'Europe junior U14 (7-5, 3-6, 6-0) et vient à bout de Sayaka Ishii en demi-finales (2-6, 6-4, 6-2). En finale, elle rencontre sa meilleure amie Mirra Andreeva et décroche son premier Grand Chelem au terme d'une finale marathon de 3 heures et 18 minutes (6-7², 6-4, 7-5). Elle révèlera que, blessée au mollet gauche et souffrant de l'estomac, elle avait pensé déclarer forfait pendant le deuxième set. Les deux finalistes du simple font équipe en doubles et atteignent le stade des demi-finales, défaites par Hayu Kinoshita et Sara Saito (3-6, 5-7).
Ses performances en Australie lui permettent de prendre la tête du classement féminin junior. En juin, elle participe à Roland Garros et devient la première à remporter les deux premiers Grand Chelem à la suite chez les juniors filles depuis Magdalena Maleeva en 1990. Après un premier tour au score serré contre Ella Seidel (3-6, 7-6⁴, 7-5), elle ne perd plus un seul set durant le reste du tournoi, sortant tour à tour Jenny Lim (6-2, 6-1), Emerson Jones (6-1, 6-1), Mayu Crossley (6-3, 6-3) et Alisa Oktiabreva (6-1, 6-1). En finale, après un premier set remporté au tie-break, elle prend le large lors du second et triomphe de la péruvienne Lucciana Pérez Alárcon (7-6, 6-3). Toujours présente en double, mais cette fois en duo avec Sara Saito, elle échoue a réaliser le doublé simple-double (battue en finale 3-6, 2-6 par Tyra Caterina Grant et Clervie Ngounoue).
Pouvant prétendre à l'exploit inédit sur le circuit junior féminin d'un Grand Chelem calendaire, elle enchaine avec Wimbledon en juillet, tout en n'ayant jamais joué sur gazon. Ses victoires contre Aya El Aouni (6-0, 6-2), Vendula Valdmannova (5-7, 6-3, 7-5), Greta Greco lucchina (6-3, 6-2) et Ena Koike (7-5, 7-6⁴) lui permettent d'accéder au dernier carré. Finalement, la Tchèque Nikola Bartůňková met un terme à son parcours (4-6, 6-7²). Associée à Taylah Preston, elle ne brille pas en double en étant sortie d'entrée au super tie-break par Wakana Sonobe et Tereza Valentová (5-7, 6-2, 12-14).
En fin de saison, ses performances durant l'année lui valent d'être sélectionnée pour les Masters Junior de Chengdu. Versée dans le groupe B, elle entame la compétition par une victoire contre Kaitlin Quevedo (6-3, 7-6⁵) et récidive contre Renáta Jamrichová (7-5, 7-6²). Pour son troisième match, alors qu'elle boucle le premier set 6-0 en moins de 20 minutes et semble se diriger vers une victoire expéditive face à Sara Saito, le cours du jeu s'inverse (6-0, 3-6, 4-6). Cette défaite la rétrograde à la deuxième place de son groupe et entraine une finale avant l'heure, au stade des demis, entre les deux premières joueuses du classement junior. Comme lors du match précédent, le premier set est à sens unique pour Korneeva, les deux joueuses font ensuite jeu égal dans le deuxième set et se départagent au tie-break. Dans celui-ci, elle ne concède qu'un seul point à Clervie Ngounoue et se qualifie pour la finale (6-2, 7-6¹). Lors de celle-ci, elle est, à nouveau, opposée à Sara Saito et prend sa revanche. Adoptant un jeu moins agressif et plus patient que lors de leur affrontement quelques jours auparavant, elle remporte les Masters sur le score de 6-0, 6-3.
Terminant la saison à la première place du classement féminin, elle est sacrée Championne du Monde ITF.

## Carrière professionnelle

### 2021: débuts sur le circuit professionnel
C'est à 14 ans, 3 mois et 18 jours que Korneeva, ayant reçu une wild card pour participer à l'Open de Kazan (W15), dispute son premier tournoi professionnel. Lors de celui-ci, elle sort Maria Krupenina (6-3, 6-1) au premier tour et Aleksandra Pospelova (6-1, 6-3) au second tour avant de s'incliner en quarts de finale face à la tête de série n°3, et future gagnante, Daria Kudashova (7-6², 6-7⁶, 4-6).

### 2022: premiers titres en ITF (simple dames et double dames)
A l'entame de la saison, elle reçoit à nouveau une wild card pour l'Open de Kazan (W15). Bien que son parcours y est anecdotique (victoire au premier tour 6-3, 6-2 face à Anna Zyryanova et défaite au second tour 3-6, 4-6 face à Darya Shauha), ce tournoi marque ses débuts en double dames. En équipe avec Polina Pavlova, elles sont sorties au premier tour au super tie-break par la paire Anastasia Kovaleva - Iuliia Nikitina (6-4, 4-6, 9-11).
Son tournoi suivant, le Morocco Tennis Tour de Casablanca (W15), la voit décrocher son tout premier titre sur le circuit professionnel. Elle gagne ce premier trophée en écartant successivement Stephanie Visscher (6-3, 6-4), Alexandra Pospelova (6-4, 6-1), Noelia Bouzo Zanotti (6-3, 2-6, 6-1), Vicky Van de Peer (6-2, 6-2) et, en finale, la Finlandaise Laura Hietaranta (7-5, 6-4),.
Durant l'année, elle participe deux fois à l'Open d'Otocec (W25) durant lesquels elle s'incline à deux reprises en quarts de finale. Lors de celui du 19 septembre, elle élimine Manca Pislak (6-1, 6-3) et Francesca Di Lorenzo (7-6⁴, 3-6, 6-3) avant d'être sortie par Sada Nahimana (2-6, 1-6). Lors de celui du 26 septembre, elle élimine cette fois Conny Perrin (6-4, 1-6, 11-9) et Tena Lukas (2-6, 7-6⁶, 14-12) avant d'être sortie par Miriam Bianca Bulgaru (6-4, 3-6, 1-6),.
En fin de saison, elle participe également deux fois au tournoi de Sharm el-Sheikh (W25) où elle atteint chaque fois les demi-finales. Lors de celui du 07 novembre, elle élimine Ya Yi Yang (6-4, 3-6, 10-3) et Yasmin Ezzat (6-1, 6-2) lors des qualifications et Daria Snigur (6-2, Ret), Adithya Karunaratne (3-6, 6-4, 6-3) et Mananchaya Sawangkaew (6-4, 7-6⁵) dans le tableau principal avant d'être sortie par Yuliya Hatouka (4-6, 6-0, 2-6). Lors de celui du 14 novembre, elle débute directement dans le tableau principal et élimine cette fois Aliona Falei (6-3, 6-4), Sohyun Park (6-3, 7-5) et Zhuoxuan Bai (6-3, 7-6⁰) avant d'être sortie par Nina Stojanovic (2-6, 6-2, 6-7⁴). Lors de ce dernier et aux côtés de Polina Iacenko, elle décroche son premier titre en double dames, défaisant en finale les têtes de série n°1 Jenny Dürst et Sohyun Park (6-1, 6-7¹, 10-5),.

### 2023: plus jeune joueuse à gagner un W100 et débuts en WTA
Elle commence la saison en atteignant les quarts de finale à l'Ilana Kloss International de Pretoria (W25). Issue des qualifications à la suite de ses victoires face à Ekaterina Nikiforova (6-2, 6-0) et Ashmitha Easwaramurthi (6-0, 6-0). Elle poursuit son parcours contre Eliz Maloney (6-3, 6-4) et Isabella Shinikova (6-2, 6-3) avant d'être stoppée par Lulu Sun (5-7, 4-6),.
Le 19 mars, alors classée n°3 mondiale chez les juniors, elle créé la surprise en remportant le titre, tout en étant sortie des qualifications, au Wiphold International de Pretoria (W60). Âgée de seulement 15 ans, huit mois et 18 jours, Korneeva bat successivement Divine Dasam Nweke (6-0, 6-1), à nouveau Isabella Shinikova (5-7, 6-4, 6-1), Sandra Samir (6-1, 6-1), la tête de série n°2 Chloé Paquet (6-4, 6-4), Ipek Oz (6-1, 6-3) et Emina Bektas (6-2, 2-6, 6-3) avant de triompher de la Hongroise Tímea Babos, de 14 ans son aînée et ancienne 25ème mondiale, en deux sets (6-3, 7-6³). A cette occasion, elle devient la cinquième plus jeune joueuse à remporter un tournoi ITF de niveau W60 ou supérieur, Mirjana Lučić, Sára Bejlek, Mirra Andreeva et Marta Kostyuk l'ayant réalisé à un plus jeune âge. À la suite de cette victoire, elle grimpe de la 570ème à la 350ème place sur le circuit professionnel.
Le mois suivant, elle ne réédite pas la même performance au W60 d'Istanbul : après s'être qualifiée face à Maria Sara Popa (5-7, 6-0, 6-3), elle est sortie dès le premier tour par Valeriya Strakhova (3-6, 4-6).
Elle se relance ensuite lors de la 26ème édition de la Cittá di Grado Tennis Cup (W60) où son parcours s'arrête en quarts de finale. Au premier tour, elle profite de l'abandon de la tête de série n°1, Tena Lukas, Korneeva menant toutefois déjà 6-0, 4-0. Au second tour, elle se débarrasse de Sofya Lansere après deux premiers sets compliqués (4-6, 7-6³, 6-0) avant de trébucher contre Irene Burillo Escorihuela (3-6, 6-2, 3-6),.
Elle ne brille pas lors des deux tournois suivants auxquels elle participe, n'atteignant que le second tour au BMW Roma Cup (W60) et à l'Open de Porto (W40). Après avoir gagné contre Andreea Prisacariu (7-5, 6-3) à Rome et Urszula Radwańska (6-3, 6-1) à Porto, elle est battue respectivement par Astra Sharma (4-6, 1-6) et Kristina Mladenovic (2-6, 7-5, 5-7).
Le 30 juillet, trônant à la première place mondiale du circuit junior, elle participe à son premier W100 à l'occasion du Figueira da Foz International Ladies Open. Franchissant, sans concéder de sets, les qualifications (victoires 6-4, 6-2 contre Fangran Tian et 6-0, 6-4 contre Nadine Keller), elle écarte successivement la tête de série n°2 Harriet Dart (7-5, 5-7, 7-6⁴), Haruka Kaji (6-1, 6-1), Ylena In-Albon (6-3, 6-4), Harmony Tan (6-4, 6-2) et écrase en finale la Française Carole Monnet sur un score sans appel (6-0, 6-0). Elle devient ainsi, à 16 ans, 1 mois et 7 jours, la plus jeune joueuse de l'histoire à remporter un tournoi de ce niveau et monte à la 220ème place du classement. Elle y participe également en doubles dames, faisant équipe avec sa compatriote Anastasia Tikhonova. Elles sont défaites en finale face à la paire Eudice Chong - Arianne Hartono (3-6, 2-6). 
Le 12 septembre, elle participe au Neubourg Open International en France (W80). À la suite du retrait de sa partenaire de double, Anastasia Tikhonova, elle s'associe avec la joueuse française Fiona Ferro et remporte la finale contre les sœurs Kolb (7-6⁷, 7-5). En simple, elle élimine Ksenia Zaytseva (6-3, 5-7, 4-1), Joanna Garland (2-6, 7-5, 7-5) et Tiphanie Lemaitre (6-2, 6-1) avant d'affronter sa partenaire de double, Fiona Ferro, en demi-finale. Dans un match au score serré, Korneeva l'emporte 7-5, 7-5. Jouant avec un tape à la cuisse gauche à la suite d'une petite blessure survenue durant le tournoi, elle s'incline en finale face à Céline Naef malgré deux balles de match (6-4, 2-6, 6-7⁷),.
Dès le lendemain, on la retrouve au Ladies Open de Caldas da Rainha (W60) où elle est arrêtée en demi-finales par la future gagnante Petra Marčinko (6-7⁶, 6-7⁵). Au cours de la compétition, elle aura été victorieuse face à Lea Boskovic (6-3, 6-4), Daria Snigur (6-1, 6-3) et Amandine Hesse (6-3, 6-2),.
Le 07 octobre, elle fait ses débuts en WTA au tournoi de Hong Kong (WTA250). Elle parvient à sortir des qualifications en éliminant successivement Amina Anshba (7-5, 6-0) et Conny Perrin (6-3, 6-4). Elle s'impose au premier tour face à sa compatriote Valeria Savinykh (6-4, 2-6, 6-3) avant de s'incliner au deuxième tour face à Linda Fruhvirtová (3-6, 5-7),.

### 2024: débuts en Grand Chelem et opération du poignet
Après avoir effectué sa présaison à la Rafa Nadal Academy, elle entame son année par les qualifications de l'Open d'Australie, jouant ainsi pour la première fois en Grand Chelem sur le circuit professionnel. Lors du premier tour, elle vient difficilement a bout de Sachia Vickery (6-4, 3-6, 7-5) et, commettant un grand nombre de fautes directes, elle se retrouve proche de l'élimination lorsqu'elle doit sauver deux balles de match face à Ye-Xin Ma au second tour (5-7, 6-4, 7-6⁵). Elle conclut les qualifications en sortant Anna Bondár (6-3, 6-3) au troisième tour et accède au tableau principal. Au premier tour, elle gagne contre l'expérimentée Sara Sorribes Tormo en trois sets (4-6, 6-3, 6-2) avant de s'incliner face à la tête de série n°10 Beatriz Haddad Maia au second (1-6, 2-6).
Elle se qualifie ensuite, au détriment de Katarzyna Kawa (7-6¹, 6-1) et d'Anastasia Zakharova (6-2, 6-3), pour l'Open de Thaïlande (WTA 250) où elle est sortie au premier tour par Yafan Wang (6-2, 6-4). Elle enchaîne avec l'Open de Bombay au cours duquel elle sort Chloé Paquet au premier tour (6-1, 6-3) et Shrivalli Bhamidipaty (5-7, 6-4, 6-4) au second, avant de se retirer du tournoi à cause d'une maladie virale.
Début avril, elle subit une opération chirurgicale à Barcelone afin de résoudre une instabilité du tendon du poignet gauche qui avait été découverte mi-février et lui avait fait manquer plusieurs tournois, . Après un rétablissement plus long que prévu, qui la voit manquer Roland-Garros, Wimbledon et l'US Open, elle effectue son retour à la compétition, en double, à l'occasion du Jasmin Open (WTA 250) ; elle échoue en finale avec sa compatriote Anastasia Zakharova.

### 2025: début d'année compliqué
Pour son 1er match de l'année, elle est battue d'entrée en qualifications de l'Open d'Australie par Sara Errani (6-2, 3-6, 3-6).

## Palmarès

### Titre en double dames
Aucun

### Finale en double dames
| No | Date       | Nom et lieu du tournoi | Catégorie | Dotation  | Surface    | Vainqueures                | Partenaire          | Score            |          |
| -- | ---------- | ---------------------- | --------- | --------- | ---------- | -------------------------- | ------------------- | ---------------- | -------- |
| 1  | 09-09-2024 | Jasmin Open Monastir   | WTA 250   | 267 082 $ | Dur (ext.) | Anna Blinkova Mayar Sherif | Anastasia Zakharova | 2-6, 6-1, [10-8] | Parcours |

### Finale en double en WTA 125
| No | Date       | Nom et lieu du tournoi  | Catégorie | Dotation  | Surface    | Vainqueures                  | Partenaire         | Score    |          |
| -- | ---------- | ----------------------- | --------- | --------- | ---------- | ---------------------------- | ------------------ | -------- | -------- |
| 1  | 21-10-2024 | Abierto Tampico Tampico | WTA 125   | 115 000 $ | Dur (ext.) | Carmen Corley Rebecca Marino | Polina Kudermetova | 6-3, 6-3 | Parcours |

## Parcours en Grand Chelem

### En simple dames
| Année | Open d'Australie | Open d'Australie    | Internationaux de France | Internationaux de France | Wimbledon | Wimbledon       | US Open | US Open           |
| ----- | ---------------- | ------------------- | ------------------------ | ------------------------ | --------- | --------------- | ------- | ----------------- |
| 2024  | 2e tour (1/32)   | Beatriz Haddad Maia | —                        | —                        | —         | —               | —       | —                 |
| 2025  | Q1               | Sara Errani         | —                        | —                        | Q1        | Rebeka Masarova | Q1      | Linda Klimovičová |

N.B. : à droite du résultat se trouve le nom de l'ultime adversaire.

## Palmarès ITF

### Titres en simple dames
| No | Date       | Nom et lieu du tournoi                                     | Catégorie | Dotation  | Surface      | Finaliste           | Score     |          |
| -- | ---------- | ---------------------------------------------------------- | --------- | --------- | ------------ | ------------------- | --------- | -------- |
| 1  | 11/09/2022 | Morocco Tennis Tour, Casablanca                            | W15       | 15 000 $  | Terre (ext.) | Laura Hietaranta    | 7-5, 6-4  | Parcours |
| 2  | 19/03/2023 | Wiphold International, Pretoria                            | W60       | 60 000 $  | Dur (ext.)   | Timea Babos         | 6-3, 7-6³ | Parcours |
| 3  | 30/07/2023 | Figueira da Foz International Ladies Open, Figueira da Foz | W100      | 100 000 $ | Dur (ext.)   | Carole Monnet       | 6-0, 6-0  | Parcours |
| 4  | 22/09/2024 | Caldas da Rainha Ladies Open, Caldas da Rainha             | W100      | 100 000 $ | Dur (ext.)   | Anastasia Zakharova | 6-1, 6-4  | Parcours |

### Titres en double dames
| No | Date       | Nom et lieu du tournoi                               | Catégorie | Dotation | Surface    | Partenaire      | Finalistes              | Score           |          |
| -- | ---------- | ---------------------------------------------------- | --------- | -------- | ---------- | --------------- | ----------------------- | --------------- | -------- |
| 1  | 19/11/2022 | Sharm el-Sheikh Egypt Women's Future Sharm el-Sheikh | W25       | 25 000 $ | Dur (ext.) | Polina Iatcenko | Jenny Dürst Sohyun Park | 6-1, 6-7¹, 10-5 | Parcours |
| 2  | 15/09/2023 | Le Neubourg Open International Le Neubourg           | W80       | 80 000 $ | Dur (ext.) | Fiona Ferro     | Nadiya Kolb Maryna Kolb | 7-6⁷, 7-5       | Parcours |

## Classements WTA en fin de saison
| Année          | 2022 | 2023 | 2024 |
| Rang en simple | 771  | 156  | 177  |
| Rang en double | –    | 280  | 285  |

Source : (en) Classements de Alina Korneeva sur le site officiel de la Fédération internationale de tennis

## Palmarès Junior

### Parcours en Grand Chelem

#### Simples filles
| Année | Open d'Australie | Open d'Australie | Internationaux de France | Internationaux de France | Wimbledon  | Wimbledon         | US Open | US Open |
| ----- | ---------------- | ---------------- | ------------------------ | ------------------------ | ---------- | ----------------- | ------- | ------- |
| 2023  | Victoire         | Mirra Andreeva   | Victoire                 | Lucciana Pérez Alárcon   | 1/2 finale | Nikola Bartůňková | —       | —       |

N.B. : à droite du résultat se trouve le nom de l'ultime adversaire.

#### Double filles
| 2023 | 1/2 finale M. Andreeva \|\| style="text-align:left;" \| S. Saito H. Kinoshita | Finale S. Saito | T.C. Grant C. Ngounoue | 1er tour (1/32) T. Preston \|\| style="text-align:left;" \| W. Sonobe T. Valentová | — | — |

N.B. : le nom de la partenaire se trouve sous le résultat ; les noms des ultimes adversaires se trouvent à droite.

### Parcours aux Masters
| # | Date       | Nom de l’édition          | Dotation | Surface    | Résultat | Ultime adversaire | Score    |
| - | ---------- | ------------------------- | -------- | ---------- | -------- | ----------------- | -------- |
| 1 | 22/10/2023 | ITF Junior Finals Chengdu | 94500 $  | Dur (ext.) | Victoire | Sara Saito        | 6-0, 6-3 |

### Classements ITF Junior en fin de saison
| Année          | 2020 | 2021 | 2022 | 2023 |
| Rang en simple | 1511 | 293  | 19   | 1    |

Source : (en) Classements de Alina Korneeva sur le site officiel de la Fédération internationale de tennis

## Records et autres distinctions
- 2019
Championne d'Europe Hiver U12 par équipe avec la Russie[4]
Championne d'Europe U12 par équipe avec la Russie[115]
Junior Tour Players of the Year Awards : Membre de l'équipe nationale de l'année[116]
- 2021
Championne d'Europe U14 par équipe avec la Russie[117]
Championne du Monde Junior par équipe avec la Russie[14]
Vice-championne d'Europe U14[15]
Junior Tour Players of the Year Awards : Membre de l'équipe nationale de l'année[118]
Russian Cup Awards : Membre de l'équipe de l'année U15[119]
Lauréate de la bourse Eltsine[120]
- 2022
Record de titres en simple dans le tennis féminin en 2022[39]
Lauréate de la bourse Eltsine[121]
- 2023
Plus jeune joueuse de l'histoire à gagner un W100[91]
Championne du Monde ITF[67]
Russian Cup Awards : Junior de l'année[122]

## Équipementiers
En 2023, Korneeva joue avec des raquettes Babolat, des tenues Madaia et des chaussures Nike. Elle est par la même occasion ambassadrice de la marque Madaia, pose occasionnellement pour la marque en tant que modèle et a une collection qui porte son prénom "Alina".
En 2024, elle change d'équipementiers en passant chez Yonex pour les raquettes et signe avec Nike pour ses tenues.

## Jeux vidéo
Elle figure dans les éditions 2022 et 2023 de Tennis Manager, du studio français Rebound CG, sous le nom "Alina Torneeva".